# Каменское водохранилище
Ка́менское водохрани́лище (укр. Ка́м'янське водосхо́вище; до 2017 года — Днепродзержинское) — одно из шести крупных украинских водохранилищ на Днепре. Оно находится частично в Кировоградской, Полтавской и Днепропетровской областях.

## Описание
Каменское водохранилище занимает площадь размером в 567 км² и содержит около 2,45 км³ воды. Его длина составляет 114 км при наибольшей ширине 8 км. В самом глубоком месте водоём насчитывает 16 м. Нормальный подпорный уровень водохранилища составляет — 64,00 мБС.
Длина плотины составляет 7,2 км. Она расположена в западной части Каменского, на ней находится крупная Среднеднепровская ГЭС, построенная в 1964 году. В процессе затопления окружающей местности многие жители были принудительно эвакуированы. Большинство из них позже вселилось в квартиры, построенные советским государством по плану на берегу новосозданного водоёма.
В Каменское водохранилище впадают реки Ворскла, Псёл. Значимые города у Каменского водохранилища — Кременчуг, Каменское, Горишние Плавни и Верхнеднепровск.
Водохранилище является местом для отдыха и рыбалки.